# Ledeča vas
Ledeča vas je naselje v Občini Šentjernej. Po ljudskem izročilu naj bi ime naselja izhajalo iz staroslovenskega templja posvečenega boginji Ladi. Danes na lokaciji nekdanjega templja stoji cerkev Sv. Ana. V starih katastrih še vedno zasledimo ime naselja v nemški obliki Ladendorf ali po naše Ladina vas.